# ぶどう園と農夫のたとえ

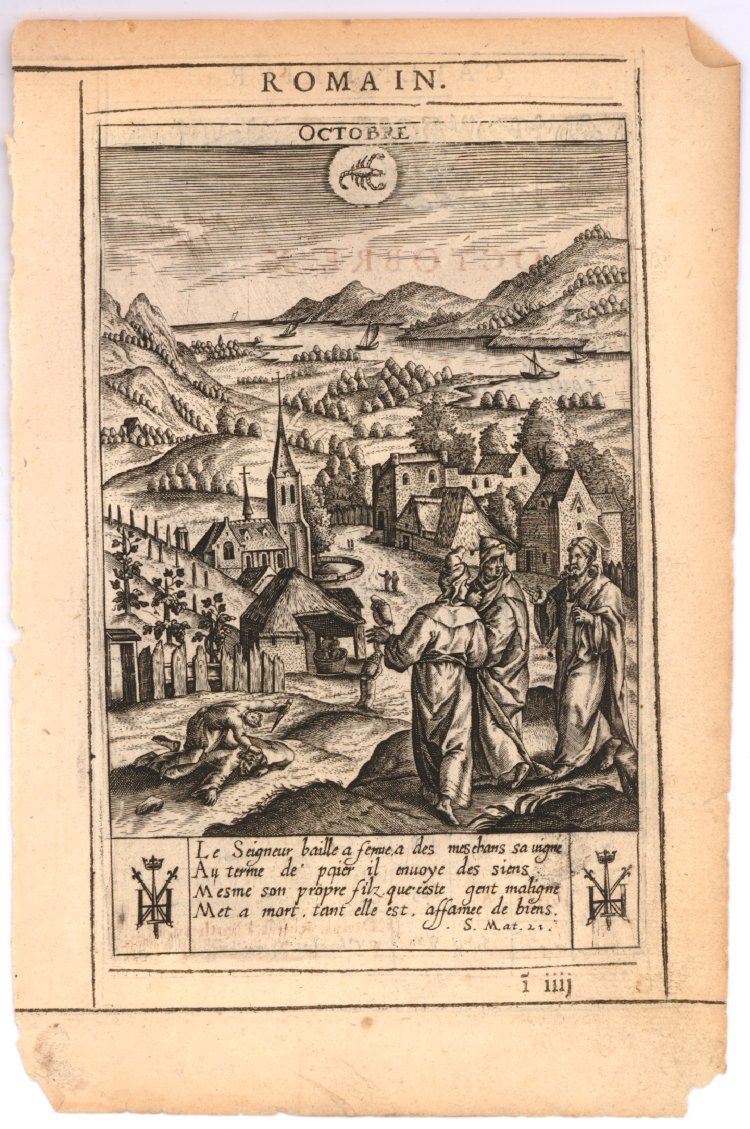
ぶどう園の小作人 Jan Gerritsz Sweelink October

ぶどう園と農夫のたとえ（ぶどうえんとのうふのたとえ、英語: Parable of the Wicked Husbandmen）は、新約聖書のマタイによる福音書（21:33-46）とマルコによる福音書（12:1-12）とルカによる福音書（20:9-19）に登場する、イエス・キリストが語った神の国に関するたとえ話である。また悪い小作人のたとえ、悪い農夫のたとえとも呼ばれる。

## 内容

### 概要
イエスは周りにいる群集と神殿の祭司長、長老たちを前にして次のたとえ話を語った。
ひとりの家の主人が旅に出かけた。ぶどう園を残して行った。それを農夫たち（小作人）に貸して、彼らを信頼してその働きに委ねた。収穫の時期が来て、主人はしもべたちを送って、利益の中から主人の取り分を取りたてさせた。ところが、農夫たちは主人のしもべたちを袋叩きにして、ある者は殺してしまった。主人は再びしもべたちを送ったが、農夫たちは同じ目に遭わせた。そこで最後に主人は自分の息子を送った。農夫たちはこれは跡取りだ、殺して相続財産を我々のものにしようと相談し、彼をぶどう園の外に放り出して殺してしまった。
イエスは祭司長や長老たちに、ぶどう園の主人が帰って来たらこの農夫たちをどうするだろうかと尋ねた。帰って来た主人は悪い農夫たちをひどい目に遭わせて殺し、収穫をきちんと納めるほかの農夫たちにぶどう園を任せるにちがいないと彼らは答えた。するとイエスは、だから神の国はあなたがたから取り上げられ、それにふさわしい実を結ぶ民族に与えられると言った。

## 解説
イエスがこのたとえ話を語ったのは、エルサレム入城後のことだった。イエスは神殿の境内に入って人々に教えていた。そこに祭司長や長老たちが近寄ってきて、何の権威でこのようなことをしているのかと質問した。イエスは答えた。「では、わたしもひとつ尋ねる。あなたたちが答えたらわたしも答えよう。ヨハネの洗礼は天からのものか、それとも、人からのものか。」彼らは論じあったが、群集を恐れて「わからない」と答えた。イエスは言った、「それなら、何の権威でこのようなことをするのか、わたしも言うまい」と。
イエスの周囲にいる群衆は、ヨハネによる悔い改めを促す洗礼を天からのものとして受け入れ、ヨハネを神の預言者として認めていたが、祭司長や長老たちはヨハネを預言者と認めていなかった。そのような状況の中でイエスと祭司長たちとの間で神から与えられた権威をめぐって緊張間が高まっており、エルサレム神殿においての祭司長たちの権威とイエスの権威のどちらに正統性があるかが問題となっていた。そして、このたとえ話が語られた。
たとえ話に登場するぶどう園を作った主人は神を表し、ぶどう園は救いの土地イスラエルとその都エルサレムを表している。ぶどう園を任された農夫たちはユダヤ人権力者、祭司長、長老、ファリサイ派の人たちを意味している。そして主人が送ったしもべたちはイスラエルの預言者たちを表し、主人の息子はイエス自身を表している。そして、このたとえ話によってイエスは神の子である自分の正統性を主張し、エルサレムはユダヤ人権力者や祭司長たちから取り上げられ、神の国の到来はイスラエルだけのものではなく、それにふさわしい実を結ぶ民族、異邦人たちにも与えられることを告げている。
21章42節でイエスは詩篇第118篇からの引用を示し、自らの正統性を主張している。ここに語られている「家を建てる者の捨てた石」はイエス自身を表している。この捨てられた石が「隅の親石」すなわち中心的な土台となる。神のぶどう園再建の土台になり、新しい実を結ぶ神の民が造りなおされることを意味している。一見敗北者のように殺されてゆくイエスは、殺されることで自分の権威を貫く。こうして、愛によって世界を支配し、世界を所有する道を貫いた。これがイエスの、このあと数日後に起こった十字架の死の意味であることを、このたとえ話は示している。